# Chaise empilable

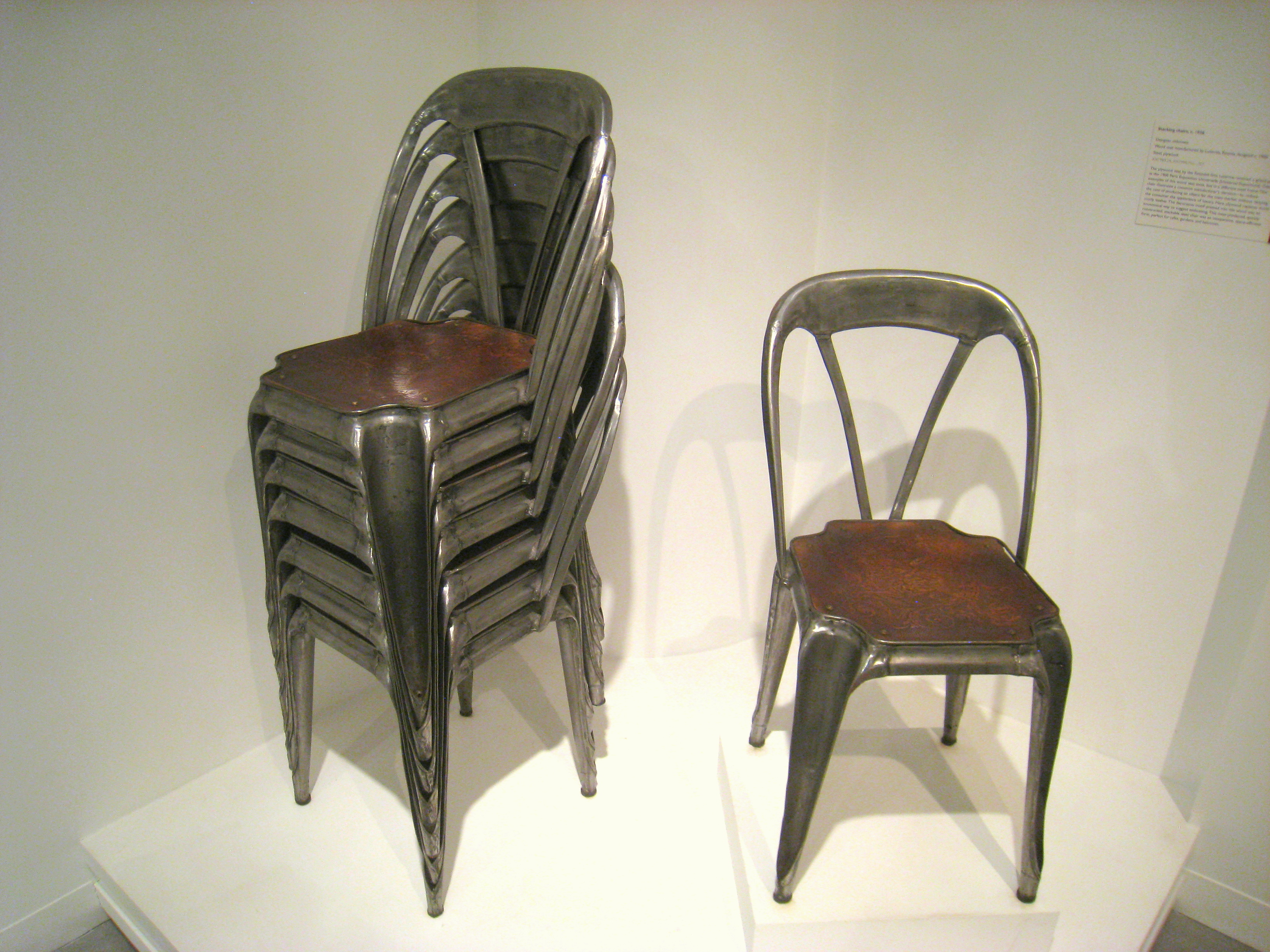
Chaises empilables Luterma ca. 1900, Wolfsonian-Florida International University Museum, Miami Beach, Florida

Une chaise empilable est une chaise dont la forme a été conçue pour permettre un empilement avec des chaises de la même facture afin de minimiser l'espace de rangement nécessaire lorsqu'elle est inutilisée.

## Historique
En 1900, la société estonienne Luterma reçoit un grand prix à l'Exposition Universelle de Paris pour ses chaises empilables.
Dans les années 1930, Xavier Pauchard dépose la marque « Tolix » qui correspond à une gamme de meubles en métal embouti, dont la « chaise A », robuste et empilable, redessinée en 1956 par son fils pour devenir le « fauteuil A56 ».
Au début des années 1960, Robin Day conçoit les premières chaises empilables en polypropylène moulé par injection. Ces chaises baptisées Polyprop (en) seront produites à au moins 14 millions d'exemplaires, voire 40 millions.
En 1966 l'entreprise allemande Bofinger commercialise la première chaise en résine de polyester renforcée de fibre de verre,  moulée sous pression et réalisée d'un seul bloc, dessinée par Helmut Bätzner (de) et appelée chaise Bofinger (en).
En 1971, Giovanni Maur et la firme TRECO réalise une chaise empilable, de la série « Avant-Garde 2000 » vendue principalement au Canada.

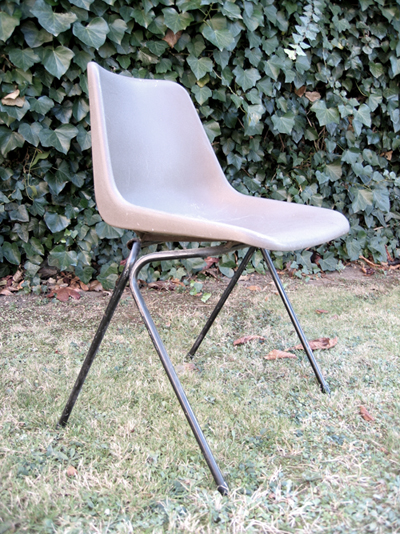
Chaise Polyprop.
Chaise Bofinger.
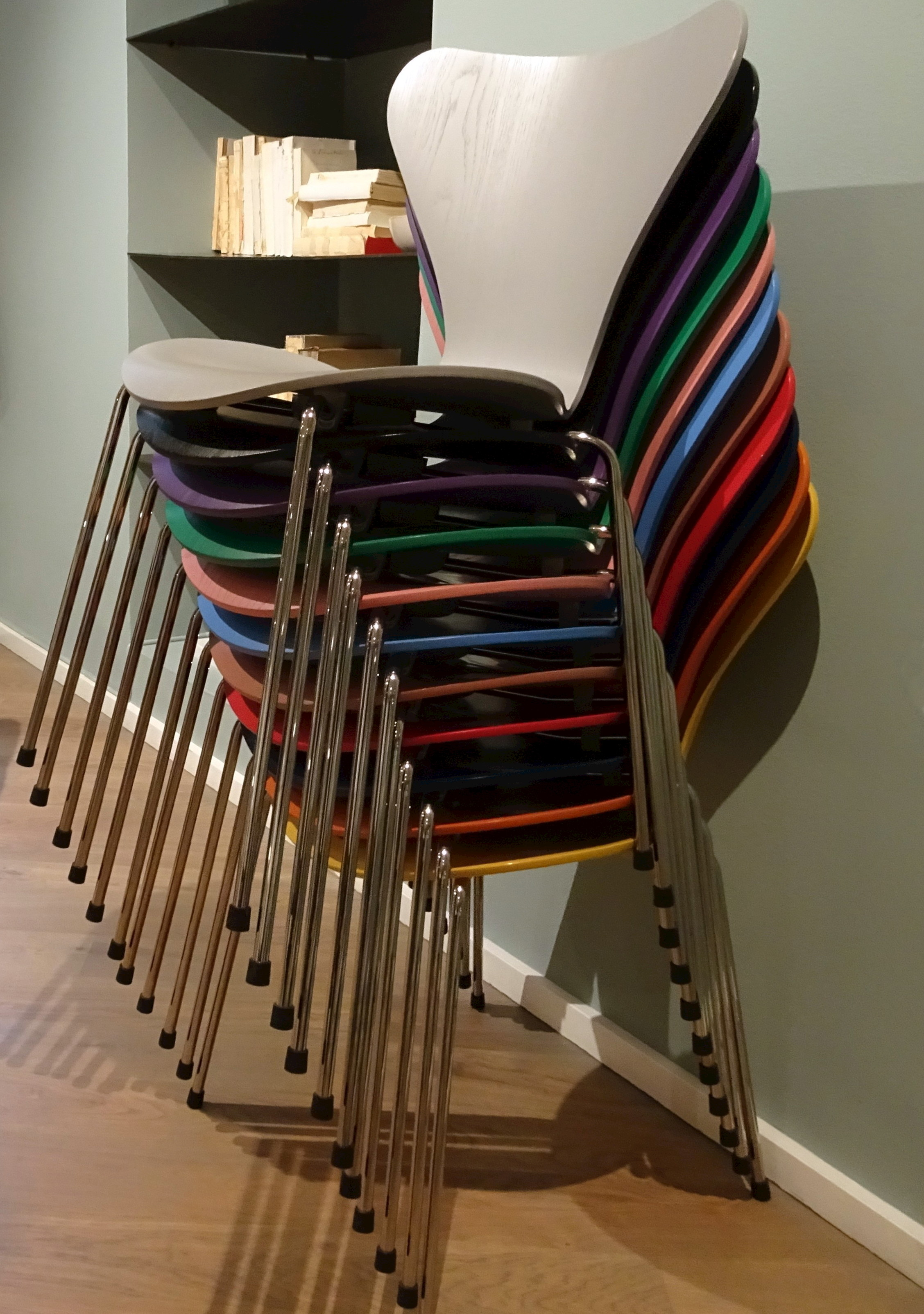
Empilement de chaises de la Series 7.